# Neocyclops improvisus
Neocyclops improvisus – gatunek widłonoga z rodziny Halicyclopidae. Nazwa naukowa tego gatunku skorupiaków została opublikowana w 1973 roku przez rumuńskiego zoologa Corneliu Pleșa.